# Gagadu
Gagadu är ett utdött australiskt språk. Gagadu talades i Nordterritoriet i Australien. Gagadu anses vara ett isolatspråk med inga släktspråk.. 
Det finns några enstaka ordlistor och audiovisuella filer om språket.

## Fonologi

### Konsonanter
|             | Bilabial | Alveolar | Retroflex | Palatal | Velar | Glottal |
| ----------- | -------- | -------- | --------- | ------- | ----- | ------- |
| Klusil      | b        | d        | ɖ         | ʄ       | g     | ʔ       |
| Nasal       | m        | n        | ɳ         | ɲ       | ŋ     |         |
| Lateral     |          | l        | ɭ         |         |       |         |
| Tremulant   |          | ɾ        |           |         |       |         |
| Approximant | w        |          | ɻ         | j       |       |         |

Källa:

### Vokaler
|              | Främre | Central | Bakre |
| ------------ | ------ | ------- | ----- |
| Sluten       | i      |         | u     |
| Mellansluten | e      |         | o     |
| Öppen        |        | a       |       |

Källa: